# Ришон ле Цион
Ришон ле Цион (на иврит: רִאשׁוֹן לְצִיּוֹן) е град в Израел с население от 249 860 жители (по приблизителна оценка от декември 2017 г.), което го прави 4-тия по население град в Израел. Има площ от 58,704 кв. км. Основан е през 1882 г. Намира се на 12 км южно от град Тел Авив.

## Побратимени градове
- Брашов (Румъния)
- Лвов (Украйна)
- Ним (Франция)